# Indické armádní letectvo
Indické armádní letectvo (anglicky Army Aviation Corps, hindsky आर्मी एविएशन कोर,  Armádní letecký sbor) je letecká složka Indické armády. Vzniklo v roce 1986 převedením existujících pozorovacích perutí z podřízenosti letectva do svazku armády.
Specifickým prvkem uspořádání Indických ozbrojených sil dlouhodobě bylo to, že jejich bitevní vrtulníky Mil Mi-25 a Mi-35 sice spadaly pod operační velení armády, k jejíž podpoře jsou primárně určeny, jejich perutě však náležely do svazku Indického letectva, ale v souvislosti s objednávkou nových strojů AH-64 Apache bylo rozhodnuto část jejich dodávky zařadit do výzbroje jednotek armádního letectva.

## Přehled letadel
Tabulka obsahuje přehled letecké techniky Indické armády podle Flightglobal.com.
| Název                          | Původ                          | Určení                         | Verze                          | Ve službě                      | Poznámky                                                                                                  |                                |
| Bojové a transportní vrtulníky | Bojové a transportní vrtulníky | Bojové a transportní vrtulníky | Bojové a transportní vrtulníky | Bojové a transportní vrtulníky | Bojové a transportní vrtulníky                                                                            | Bojové a transportní vrtulníky |
| ------------------------------ | ------------------------------ | ------------------------------ | ------------------------------ | ------------------------------ | --- | ------------------------------ |
| Aérospatiale SA 315B Lama      | Francie Indie                  | lehký užitkový vrtulník        | HAL Cheetah/HAL Cheetal        | 35                             | Objednáno dalších 10 kusů.                                                                                |                                |
| Aérospatiale Alouette III      | Francie/ Indie                 | užitkový vrtulník              | SA316/SA319/HAL Chetak         | 4                              | |                                |
| Boeing AH-64 Apache            | USA                            | bitevní vrtulník               | AH-64E                         | 0                              | 6 kusů objednáno závazně a 6 předběžně. Armádní AH-64E doplní 22 strojů stejné verze užívaných letectvem. |                                |
| HAL Dhruv/HAL Rudra            | Indie                          | užitkový/ozbrojený vrtulník    |                                | 179                            | Objednáno dalších 85 kusů.                                                                                |                                |
| Kamov Ka-226                   | Rusko                          | užitkový vrtulník              |                                | 0                              | Předběžně objednáno 135 kusů.                                                                             |                                |
| HAL Prachand                   | Indie                          | lehký bitevní vrtulník         |                                | 0                              | Lehký bitevní vrtulník odvozený od typu HAL Dhruv. Objednáno 114 kusů.                                    |                                |

## Fotogalerie

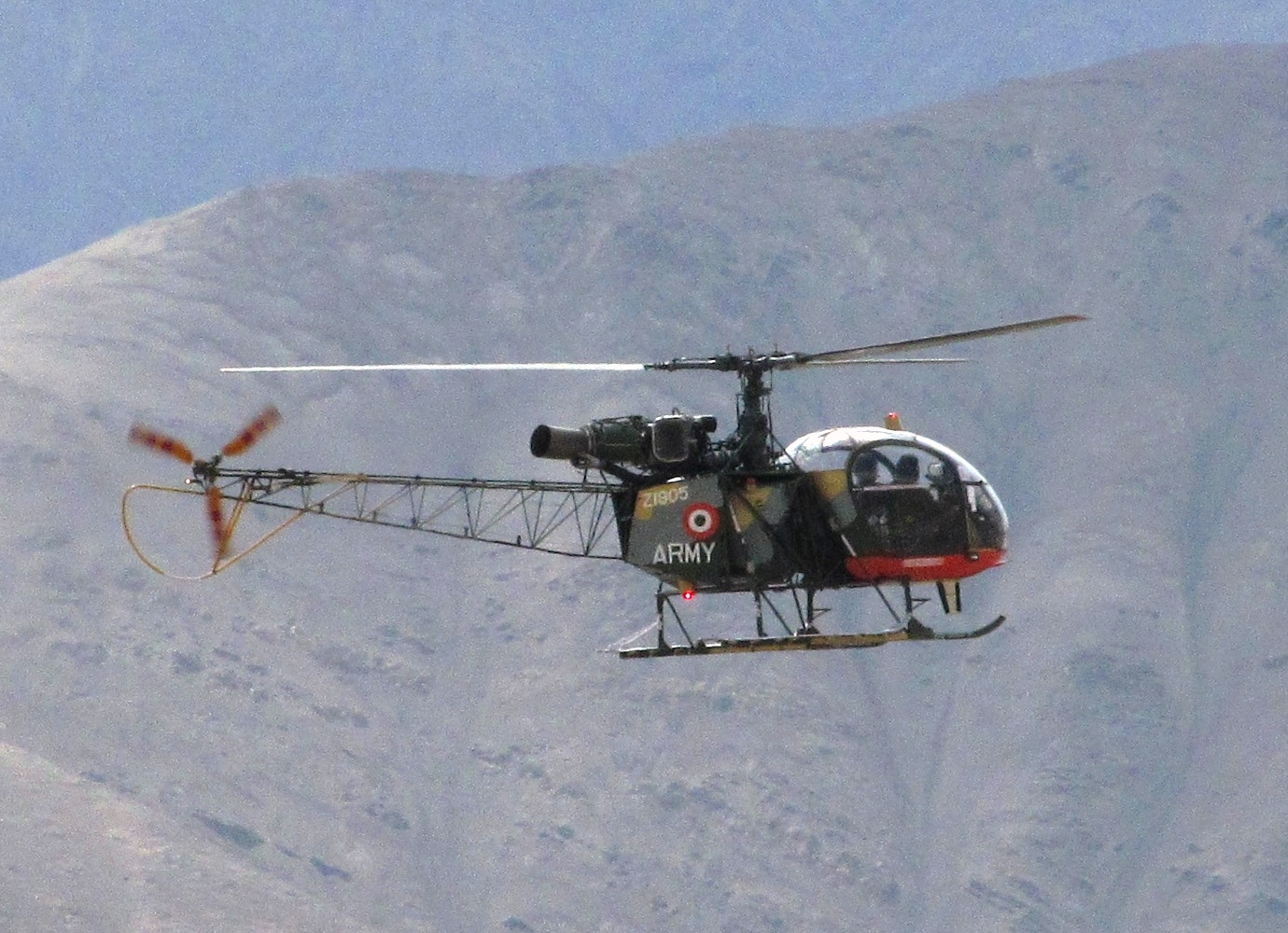
HAL Cheetah indického vojskového letectva
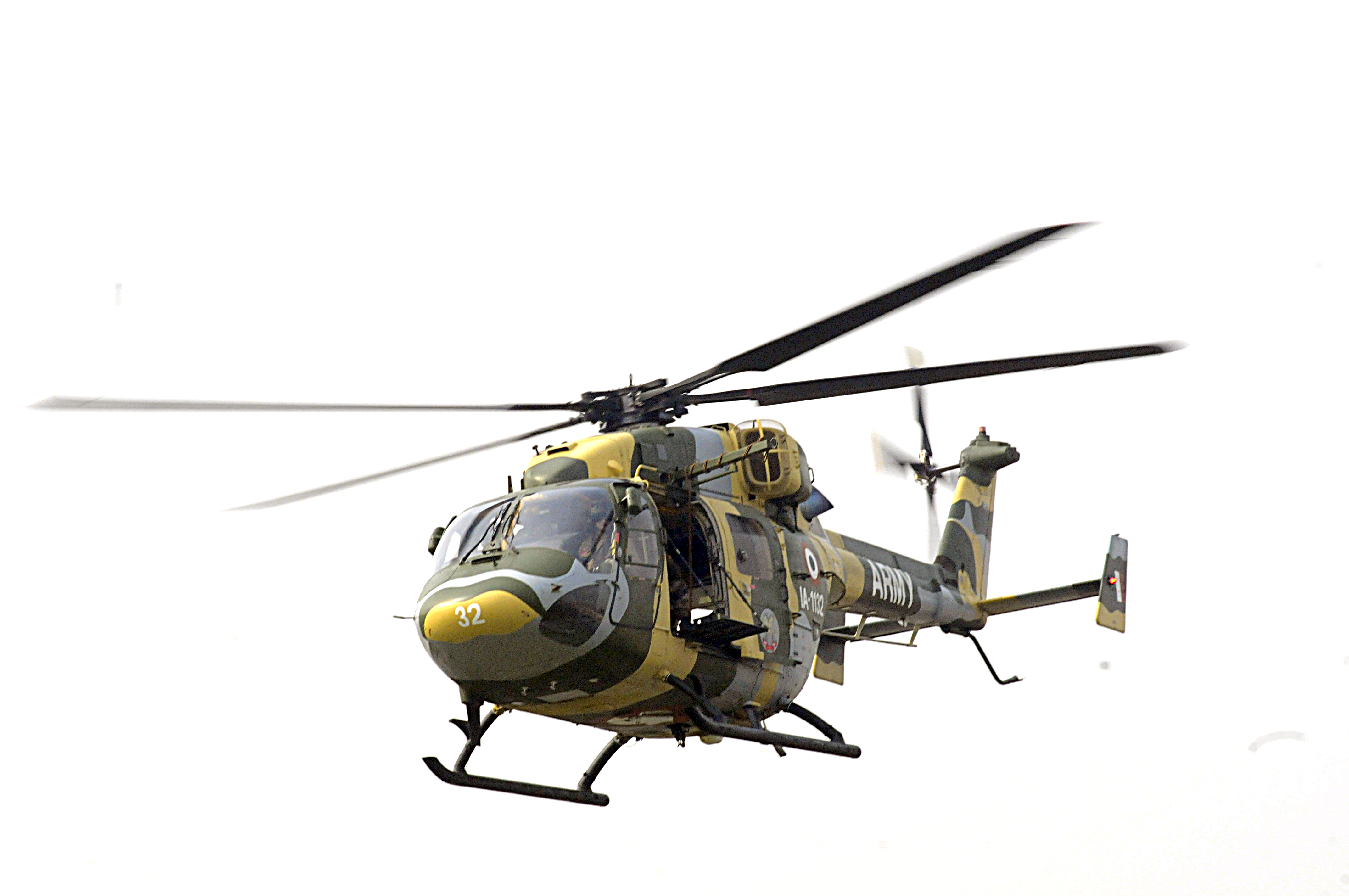
Indický armádní vrtulník HAL Dhruv
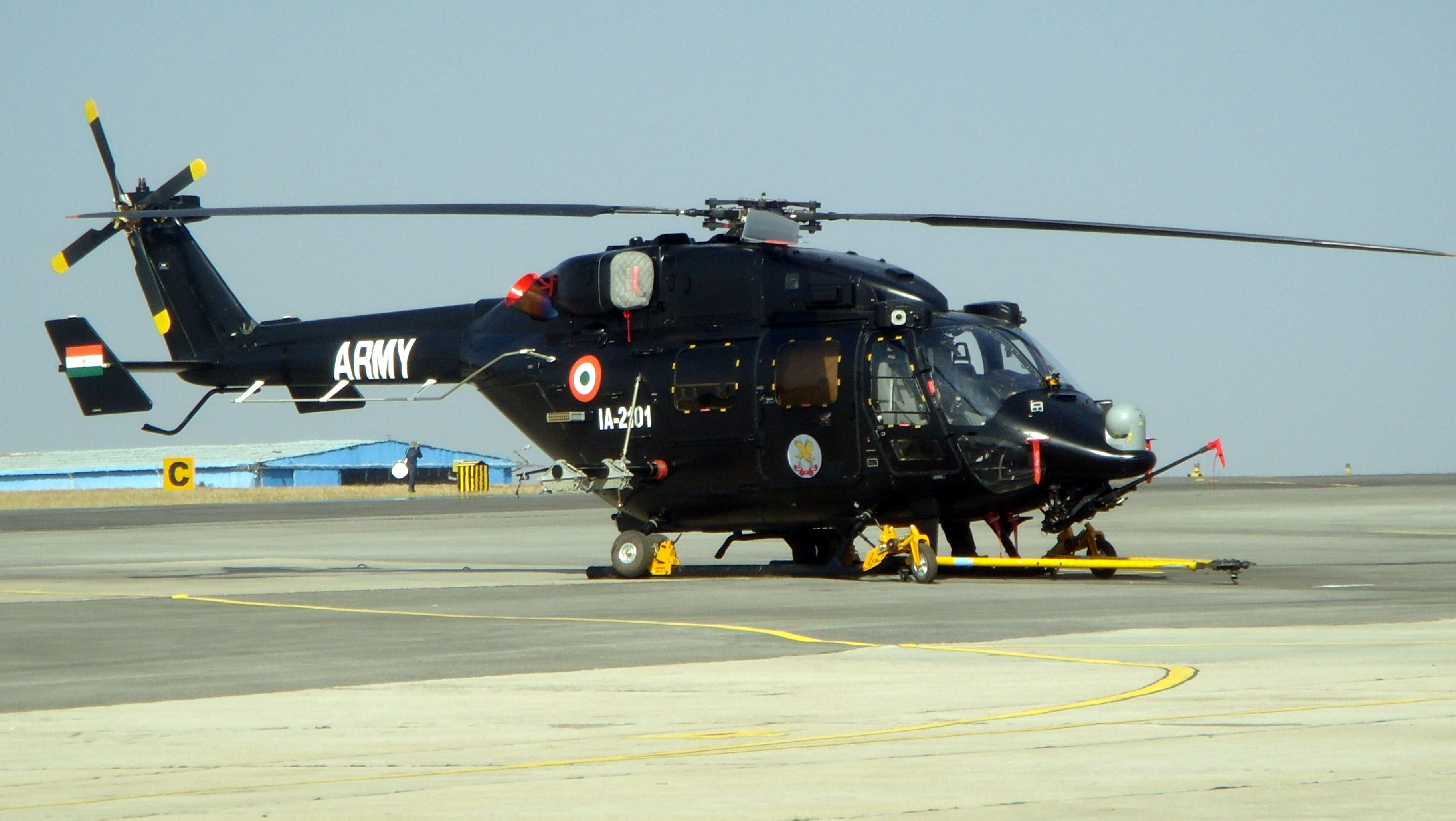
HAL Rudra, ozbrojená varianta HAL Dhruv
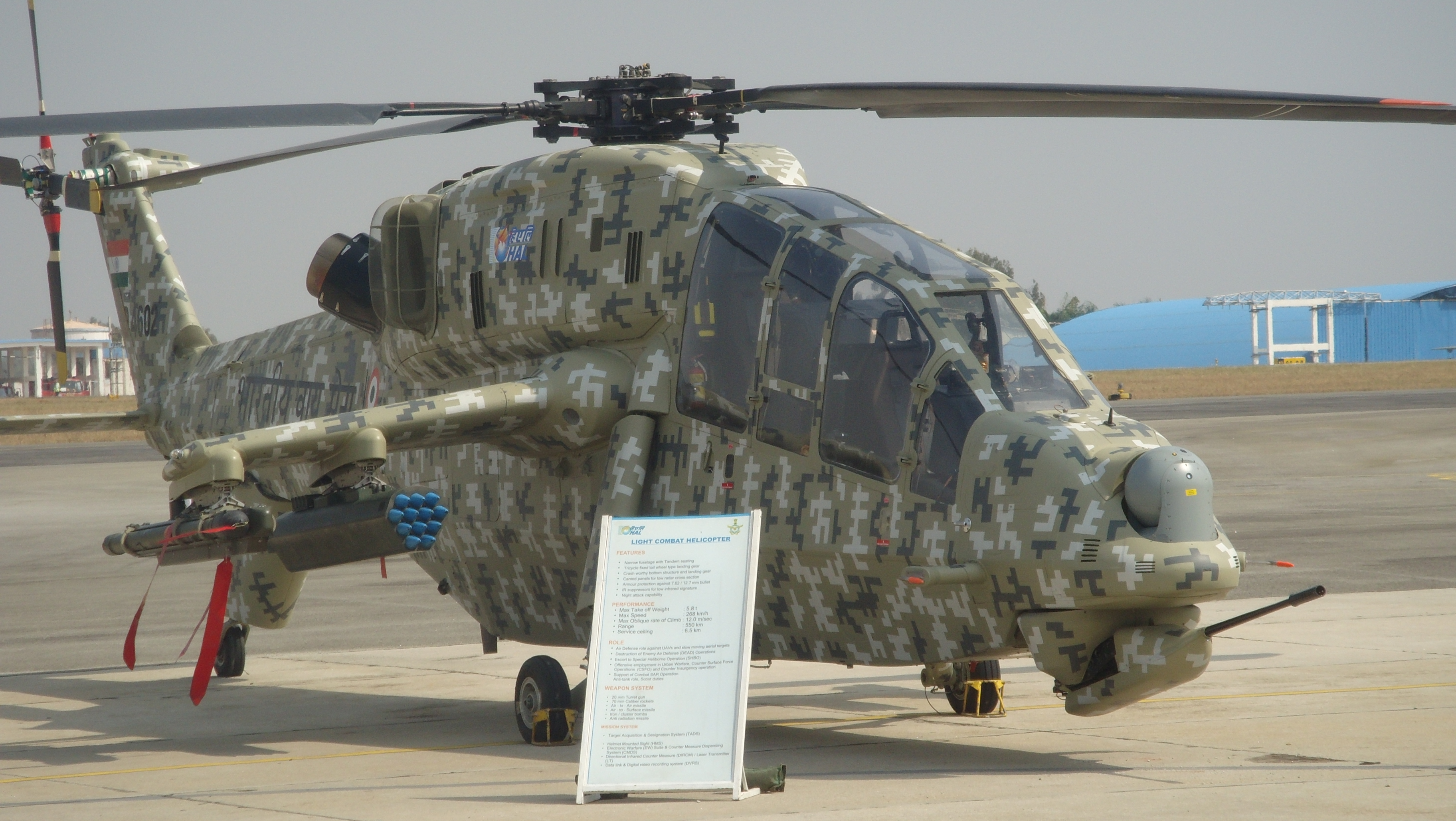
Prototyp lehkého bitevního vrtulníku HAL Prachand